# Rogue Galaxy
Pour les articles homonymes, voir Rogue.
 (mars 2020).
Si vous disposez d'ouvrages ou d'articles de référence ou si vous connaissez des sites web de qualité traitant du thème abordé ici, merci de compléter l'article en donnant les références utiles à sa vérifiabilité et en les liant à la section « Notes et références ».
Rogue Galaxy (ローグギャラクシー, Rōgu Gyarakushī) est un jeu vidéo de rôle développé par Level-5 et SCE Japan Studio édité en 2005 par Sony Computer Entertainment sur PlayStation 2. Le jeu est également disponible en version dématérialisée sur le Playstation Store depuis le 5 décembre 2015 sur Playstation 4.

## Scénario
Lors de l'attaque de sa ville par un monstre gigantesque, Jaster Rogue, un orphelin de dix-sept ans, se retrouve en possession d'une arme légendaire, si bien que des pirates de l'espace le prennent pour un certain "Griffe du Désert", un chasseur de primes légendaires, et l'engagent. Jaster, dont le seul souhait est de quitter sa planète et de voyager dans toute la galaxie saute sur l'occasion sans savoir ce qui l'attend...

## Système de jeu
Les combats et les déplacements se font en temps réel sans interruption, les temps de chargements sont d'ailleurs assez rares, ce qui est surprenant pour un jeu PlayStation 2 d'une telle richesse graphique. Les combats sont dynamiques et dans le plus pur esprit de l'action RPG : les attaques et les esquives se font en temps réel tant qu'une jauge d'action le permet tandis que l'action se stoppe à l'ouverture des menus. Les compétences des huit personnages jouables sont variées, bien que l'on ne trouve rien de véritablement révolutionnaire. Rappelant tantôt les systèmes de spherier ou de permis des Final Fantasy ou encore l'alchimarmite de Dragon Quest VIII et le dynamisme de Kingdom Hearts, Rogue Galaxy n'apporte rien de nouveau au monde du RPG, il se contente de reprendre ce qui se fait de mieux dans le genre pour offrir un contenu riche.
Le jeu fait traverser au joueur une vaste galaxie à bord du Dorgenark.

## Versions
Par rapport à la première édition du jeu au Japon, les versions américaines et européennes ont bénéficié d'ajouts :
- Passage sur un DVD double couche (davantage de détails et de contenu)
- Ajout de la planète d'eau Alistia
- Deux nouveaux rangs d'armes pour tous les personnages, excepté Jasper
- Refonte du Burning Strike
- Deux nouvelles espèces d'insectes à utiliser dans le Stadium
- Les combats d'insectes disposent de plusieurs améliorations : IA des opposants ordinateurs améliorée, possibilité de donner un nom à ses insectes, mode spectateur, ajout d'un mot de passe pour les parties PvP
- Le calcul des points de dommages est plus équilibré
- L'apparition des objets, des ennemis et des coffres a été revu
- Les ennemis ne peuvent plus se tenir à moins de 32 mètres d'un point de sauvegarde
- Un sous-menu a été ajouté pendant les combats, permettant de changer d'arme à la volée
- Le voyage entre les planètes a été amélioré
- Les cinématiques sont plus fluides
- Les temps de chargements sont moins longs
- L'ombre des personnages a été retravaillée pour un meilleur rendu.

Toutes ces nouveautés ont ensuite été intégrées à une nouvelle édition japonaise, Rogue Galaxy: Director's Cut, sortie le 21 mars 2007.

## Musique et sons du jeu
- Compositeur : Tomohito Nishiura